# اضطراب تناول الطعام الاجتنابي أو المحدد
يعرف اضطراب تناول الطعام الاجتنابي أو المحدد بأنه اضطراب أكل انتقائي وهو نوع من أنواع اضطرابات الطعام ويكون عندما يأكل الناس تصنيفه قليلة للغاية من الأطعمة. قد يعتمد هذا التجنب على مظهر الأكل أو رائحته  أو طعمه أو ملمسه أو العلامة التجارية أو العرض التقديمي أو تجربة سلبية قد خاضها سابقًا مع الطعام وهذا التجنب قد يكون إلى درجة قد تؤدي إلى نقص التغذية أو غيرها من النتائج الصحية السلبية.

## العلامات والأعراض
الناس الذين يعانون من  اضطراب تناول الطعام الاجتنابي أو المحدد لا يستطيعون أكل بعض الأطعمة، الأكل الآمن بالنسبة لهم قد يكون محدود بتصنيفات طعام محددة أو حتى علامات تجارية خاصة. في بعض الحالات الأفراد اللذين يعانون من هذا الاضطراب سوف يستبعدون مجموعات غذائية كاملة، مثل الفواكه أو الخضار وفي بعض الأحيان سوف يقصون الأطعمة المستبعدة على أساس اللون وبعضهم قد يفضّل الأطعمة الساخنة أو الباردة فقط أو المقرمشة أو الأطعمة التي يصعب مضغها أو أطعمة لينة أو يتجنبون الصلصات.
معظم الناس اللذين يعانون من  اضطراب تناول الطعام الاجتنابي أو المحدد  سيظلون محافظين على وزن صحي طبيعي. لا توجد مظاهر خارجية محددة مرتبطة بهذا الاضطراب، يمكن أن يعاني المصابون من ردود فعل معدية معوية تجاه الأطعمة المتنوعة مثل التهوع أو التقيؤ. حددت بعض الدراسات وجود أعراض تجنب اجتماعي بسبب نظام أكلهم، معظم الناس اللذين لديهم هذا الاضطراب سوف يريدون تغيير عادات أكلهم لو كان ذلك باستطاعتهم.

### حالات مرتبطة
كان تحديد سبب اضطراب تناول الطعام الاجتنابي صعبًا بسبب نقص معايير التشخيص والتعريف الحقيقي ومع ذلك فقد اقترح الكثيرون شروطًا أخرى تتزامن مع هذا الاضطراب
هناك أنواع مختلفة من «الفئات الفرعية» المحددة لـهذا الاضطراب:
- التجنب القائم على الحس حيث يرفض الفرد تناول الطعام على أساس الرائحة والملمس واللون والعلامة التجارية والتقديم
- عدم الاهتمام أو تحمل تناول الطعام
- ارتباط الطعام بمحفزات تثير الخوف تطورت خلال الوقت بسبب حادثة
- غالبًا ما يحدث فقدان الشهية والشره المرضي في الأفراد الذين يعانون من اضطراب تناول الطعام الاجتنابي

### التوحد
عادة ما تظهر أعراض اضطراب تناول الطعام الاجتنابي مع أعراض اضطرابات أخرى أو مع التنوع العصبي. تم العثور على بعض أشكال اضطرابات التغذية في 80٪ من الأطفال الذين يعانون أيضًا من إعاقة في النمو، غالبًا ما يَظهر الأطفال أعراض اضطراب الوسواس القهري والتوحد. على الرغم من أن العديد من الأشخاص الذين يعانون من اضطراب تناول الطعام الاجتنابي يعانون من أعراض هذه الاضطرابات  إلا أنهم عادةً غير مؤهلين للحصول على تشخيص كامل. تعد أنماط السلوك الصارمة وصعوبة التكيف مع الأشياء الجديدة من الأعراض الشائعة لدى المرضى الذين يعانون من طيف التوحد. قارنت دراسة أجراها شريك في جامعة ولاية بنسلفانيا بين عادات الأكل للأطفال المصابين باضطراب طيف التوحد (ASD) والأطفال الذين لا يعانون منه وبعد تحليل أنماط الأكل لديهم  استنتجوا أن الأطفال الذين يعانون من درجة معينة من طيف التوحد لديهم قابلية أكثر ليكون لديهم أكل انتقائي ووجد أن هؤلاء الأطفال لديهم أنماط متشابهة من الأكل الانتقائي ويفضلون الأطعمة الغنية بالطاقة مثل المكسرات والحبوب الكاملة، يمكن أن يؤدي تناول نظام غذائي غني بالطاقة إلى تعريض هؤلاء الأطفال لخطر أكبر للإصابة بمشاكل صحية مثل السمنة والأمراض المزمنة الأخرى بسبب ارتفاع نسبة الدهون وانخفاض محتوى الألياف في الأطعمة الغنية بالطاقة. من غير المرجح أن يتخطى الأطفال سلوكياتهم الغذائية الانتقائية بسبب ارتباط اضطراب تناول الطعام الاجتنابي مع طيف التوحد وعلى الأرجح يجب أن زيارة الطبيب لمعالجة مشاكلهم الغذائية.

### اضطرابات القلق
قد يكون سبب تجنب بعض الأطعمة المخصصة هو الخوف من الطعام فعندما يرى الشخص اطعمة جديدة أو   مخيفة بالنسبة لديه قد يشعر بالقلق. معظم اضطرابات الطعام تكون متعلقة من الخوف من زيادة الوزن، الأشخاص اللذين يعانون من اضطراب تناول الطعام الاجتنابي ليس لديهم هذا الخوف لكن الأعراض النفسية والقلق الناتج متشابه.  بعض الأشخاص اللذين لديهم اضطراب تناول الطعام الاجتنابي عندهم مخاوف مثل الخوف من التقيؤ أو الخوف من الاختناق ولكنه ليس شائع 

## التشخيص
غالبًا ما يعتمد التشخيص على قائمة فحص تشخيصية لاختبار ما إذا كان الفرد يُظهر سلوكيات وخصائص معينة. سيبحث الأطباء في مجموعة متنوعة من الأطعمة التي يستهلكها الفرد بالإضافة إلى حجم جزء من الأطعمة المقبولة، سوف يتساءلون أيضًا عن المدة التي استمر فيها تجنب أو رفض أطعمة معينة، وما إذا كانت هناك أي مخاوف طبية مرتبطة مثل سوء التغذية. على عكس بقية اضطرابات الطعام فإن هنالك معدل أعلى من الأولاد الصغار اللذين يعانون من إضطراب تناول الطعام الإجتنابي عن الفتيات الصغار

### المعايير
النسخة الخامسة من الدليل التشخيصي والإحصائي للاضطرابات النفسية أعادت تسمية «اضطرابات التغذية عند الرضاعة أو الطفولة المبكرة» إلى «اضطراب تجنب / تقييد تناول الطعام»  ووسعت معايير التشخيص فقد عرف الاضطراب سابقًا  على أنه يقتصر على الأطفال والمراهقين فقط، النسخة الخامسة من الدليل التشخيصي والإحصائي للاضطرابات النفسية وسعت هذا الإضطراب ليتضمن البالغين اللذين يحدون من تناولهم للطعام ويتأثرون بمشاكل فسيولوجية أو نفسية ذات صلة ولكن لا يندرجون تحت تعريف اضطراب أكل آخر.
حددت النسخة الخامسة معايير التشخيص الآتية:
- مشاكل في الأكل كما توضح:
- فقدان الوزن بشكل كبير (أو عدم زيادة الوزن المتوقعة عند الأطفال)
- نقص التغذية
- الاعتماد على أنبوب التغذية أو المكملات الغذائية
- تدخل نفسي اجتماعي كبير
- اضطراب ليس بسبب عدم توافر الطعام، أو بسبب مراعاة الأعراف الثقافية
- اضطراب ليس بسبب فقدان الشهية العصبي أو الشره المرضي  ولا يوجد دليل على حدوث مشاكل في شكل الجسم أو الوزن
- الاضطراب الذي لم يتم تفسيره بشكل أفضل بسبب حالة طبية أخرى أو اضطراب عقلي أو عند حدوثه بشكل متزامن مع حالة أخرى فإن الاضطراب يتجاوز ما يحدث عادةً بسبب هذه الحالة

في السنوات السابقة لم تكن النسخة الخامسة من الدليل التشخيصي والإحصائي للاضطرابات النفسية شاملة في التعرف على جميع التحديات المرتبطة باضطرابات التغذية والأكل في ال3 مجالات الرئيسية:
- • كانت اضطرابات الأكل غير المحددة (EDNOS) عبارة عن مجموعة نائبة شاملة لجميع الأفراد الذين واجهوا تحديات في التغذية لوحظ أن فئة اضطراب التغذية للرضع / الطفولة المبكرة واسعة للغاية، مما يحد من المواصفات عند علاج هذه السلوكيات
- هناك أطفال وشباب يواجهون تحديات تتعلق بالتغذية ولكنهم لا يتناسبون مع أي فئة موجودة حتى الآن

غالبًا ما يكون الأطفال أكلة انتقائية، لكن هذا لا يعني بالضرورة أنهم يستوفون معايير تشخيص اضطراب تناول الطعام الاجتنابي / المحدد.

## العلاج

### للبالغين
مع مرور الوقت يمكن أن تقل أعراض تناول الطعام الاجتنابي ويمكن أن تختفي في النهاية دون علاج ومع ذلك في بعض الحالات ستكون هناك حاجة للعلاج حيث تستمر الأعراض في مرحلة البلوغ. النوع الأكثر شيوعًا من علاج اضطراب تناول الطعام الاجتنابي هو شكل من أشكال العلاج السلوكي المعرفي. يمكن أن يساعد العمل مع طبيب في تغيير السلوكيات بشكل أسرع مما قد تختفي الأعراض عادةً دون علاج. 
هناك مجموعات دعم للبالغين اللذين يعانون من اضطراب تناول الطعام الاجتنابي

### للأطفال
يمكن للأطفال الاستفادة من برنامج علاج منزلي رباعي المراحل يعتمد على مبادئ تجعله غير متأثر بنوع الأكل.
- في مرحلة التسجيل ، يتم تشجيع الأطفال على الاحتفاظ بسجل لسلوكياتهم الغذائية النموذجية دون محاولة تغيير عاداتهم وكذلك مشاعرهم المعرفية.
- مرحلة المكافأة تتضمن إزالة حساسية منهجية. يضع الأطفال قائمة بالأطعمة التي قد يرغبون في تناولها يومًا ما. قد لا تختلف هذه الأطعمة اختلافًا جذريًا عن نظامهم الغذائي المعتاد، ولكن ربما تكون طعامًا مألوفًا تم تحضيره بطريقة مختلفة. لأن الهدف هو أن يجرب الأطفال أطعمة جديدة، يكافأ الأطفال عندما يأخذون عينات من الأطعمة الجديدة.
- مرحلة الاسترخاء هي الأكثر أهمية بالنسبة لأولئك الأطفال الذين يعانون من القلق الشديد عند تقديم الأطعمة غير المواتية. يتعلم الأطفال الاسترخاء لتقليل القلق الذي يشعرون به. يعمل الأطفال من خلال قائمة من المحفزات المسببة للقلق ويمكنهم إنشاء خط قصة مع سيناريوهات وصور تبعث على الاسترخاء. غالبًا ما تتضمن هذه القصص أيضًا إدخال أطعمة جديدة بمساعدة شخص حقيقي أو شخص خيالي. يستمع الأطفال بعد ذلك إلى هذه القصة قبل تناول الأطعمة الجديدة كطريقة لتخيل أنفسهم يشاركون في مجموعة متنوعة من الأطعمة أثناء الاسترخاء.[1]
- المرحلة النهائية، المراجعة ، مهمة لتتبع تقدم الطفل. من المهم تضمين كل من الجلسات الفردية مع الطفل، وكذلك مع الوالد من أجل الحصول على صورة واضحة لكيفية تقدم الطفل وما إذا كانت تقنيات الاسترخاء تعمل.

كما تم اقتراح أن جعل أوقات الوجبات ممتعة هي طريقة رائعة لجذب الأطفال الصغار إلى مائدة العشاء، من خلال المساعدة في تكوين علاقات إيجابية مع تناول الطعام.